# Secrets de famille (film, 2005)
Pour les articles homonymes, voir Secret de famille (homonymie).
Pour plus de détails, voir Fiche technique et Distribution.
Secrets de famille (titre original : Keeping Mum) est un film britannique réalisé par Niall Johnson (en), sorti en 2005.

## Synopsis
Rosie Jones se fait arrêter après avoir assassiné son mari et sa maîtresse. Enceinte, elle est enfermée à vie, seul le ministre pouvant décider de la remise en liberté.
Des années plus tard, Walter Goodfellow est pasteur dans la petite paroisse de Little Wallop, petit village d'Angleterre où tout le monde connaît tout le monde, surtout la famille du pasteur. Ce dernier est bien occupé entre les demandes incessantes de ses paroissiens et l'élaboration d'un discours qu'il doit faire devant ses pairs. Occupé à tel point qu'il ne voit pas que Gloria sa femme, par manque de sa présence, est prête à partir avec Lance, son professeur américain de golf, que son fils est persécuté par ses « camarades » et que sa fille change fréquemment de petit ami. Rosie Jones, maintenant âgée, est engagée comme gouvernante sous le nom de Grace Hawkins, sans que la famille ne connaisse son passé.
Remarquant que le chien du voisin aboie tout le temps, dérangeant ainsi la famille, Grace le tue. Le voisin, découvrant le sort de son chien, incite involontairement Grace à le tuer à son tour. Grace continue de « résoudre » les problèmes de la famille : elle sabote les freins des vélos des garçons qui maltraitent le fils de la famille. Puis assassine l'amant de Gloria, qui devait partir avec elle au Mexique.
Gloria découvre le passé de Grace lors d'une émission de télévision. Elle comprend rapidement que Grace a assassiné son amant. Une explication s'ensuit au cours de laquelle Grace révèle à Gloria qu'elle est sa fille. Gloria finit par accepter la particularité de sa mère. Puis Grace quitte la famille.

## Fiche technique
- Titre original : Keeping Mum
- Titre français : Secrets de famille
- Pays d'origine :  Royaume-Uni
- Année : 2005
- Réalisation : Niall Johnson (en)
- Production : Summit Entertainment, Isle of Man Film Commission, Azure Films…
- Scénario : : Richard Russo et Niall Johnson (en)
- Musique : Dickon Hinchliffe
- Langue : anglais
- Format : couleur
- Ratio : 2.35 : 1
- Son : Dolby Digital
- Genre : Comédie noire
- Durée : 102 minutes
- Dates de sortie : 
  - Royaume-Uni : 2 décembre 2005
  - France : 10 mai 2006

## Distribution
- Rowan Atkinson (VF : Gilles Laurent) : Walter Goodfellow
- Kristin Scott Thomas (VF : Danièle Douet) : Gloria Goodfellow
- Maggie Smith (VF : Claude Chantal) : Rosie Jones / Grace Hawkins
- Tamsin Egerton (VF : Karine Foviau) : Holly Goodfellow
- Toby Parkes (VF : Florentin Crouzet) : Petey Goodfellow
- Patrick Swayze (VF : Richard Darbois) : Lance
- Emilia Fox : Rosie Jones jeune
- Liz Smith (VF : Lily Baron) : madame Parker
- James Booth (VF : Jean Lescot) : monsieur Brown
- Vivienne Moore : madame Martin
- Patrick Monckton : Bob
- Rowley Irlam : Ted

## Production

### Lieux de tournage
Le film a été tourné au village de St Michael Penkevil, près de Truro en Cornouailles

## Accueil

### Accueil critique
Sur l'agrégateur américain Rotten Tomatoes, le film récolte 56 % d'opinions favorables pour 87 critiques. Sur Metacritic, il obtient une note moyenne de 53⁄100 pour 22 critiques.
En France, le site Allociné propose une note moyenne de 2,9⁄5 à partir de l'interprétation de critiques provenant de 19 titres de presse.

## Distinctions
- London Critics Circle Film Awards 2006 : nomination pour Kristin Scott Thomas dans la catégorie de la meilleure actrice britannique de l'année.
- U.S. Comedy Arts Festival 2006 : victoire pour Richard Russo et Niall Johnson dans la catégorie du meilleur scénario de l'année.

## Autour du film
- Le film est dédié à l'acteur James Booth qui jouait le rôle de monsieur Brown.